# 목천군
| Daedongyeojido (Gyujanggak) 14-05.jpg |
| Daedongyeojido (Gyujanggak) 15-04.jpg |

목천군(木川郡)은 조선시대부터 1914년까지 존속했던 천안시 동부(현 목천읍, 북면, 성남면, 수신면, 병천면, 동면)의 행정구역이다. 이 지역은 마한 시대의 목지국의 발원지로로 추정이 되나 학계에 따르면 정확히 알 수가 없다는 게 다수설이다. 이 지역은 1895년에 목천현에서 목천군으로 승격하였다. 이후 천안시 북부지역인 직산군과 함께 병합돼 천안군이 된 이후, 천안시로 승격되기까지 지금에 이른다.

## 1914년 이후
| 조선총독부령 제111호 |             | |
| 구 행정구역 | 신 행정구역 | 신 행정구역                                                                                            |
| 읍내면(邑內面) 교촌/용연리/후평리/신기리, 남화리, 신흥리/유왕동/중리/장흥리/덕전리/신평리/마점동, 동리/역동, 동평리/중포리 일부, 서지리/서당리/중포리 일부, 일덕지리/이덕지리/상와룡리/하와룡리/서흥리/상림동, 사기점리/묵방리/석천리/산방리 일부, 송전리/신대리/서덕동/만일동/산방리 일부                 | 목천면      | 교촌리, 남화리, 덕전리, 동리, 동평리, 서리, 서흥리, 석천리, 송전리                                     |
| 서면(西面) 일승천리/이승천리/교항리, 진지리/궁동/신기리/장평리, 도리티리/신성리/삼층리/산곡리 일부, 소사리/산곡리/도전리 일부/(천안군 소동면)소시리 일부/(전의군 북면)역리 일부, 신흥리/농계리/서막리, 이운전리/복식동/일운전리 일부/(북면)역촌 일부, 응곡리/원동, 상남산리/하남산리/양지리, 괴정리/한천리 | 목천면      | 교천리, 도장리, 삼성리, 소사리, 신계리, 운전리, 응원리, 지산리, 천정리                                 |
| 남면(南面) 대티리/초정리/마산리/하대티리, 송평리/신흥리/대양리 일부/(세성면)화전리 일부, 조양리/봉학리/봉유리/대치동/유리/(수신면)봉서리 일부, 중곡리/가덕리/산양리/신촌, 정곡리/석천리/도막리/평리 일부/대양리 일부/(세성면)용산리 일부/봉오리 일부                                                       | 성남면      | 대정리, 대흥리, 봉양리, 신덕리, 석곡리                                                                 |
| 세성면(細城面) 일신기리/이신기리/일검사리/이검사리/강당리/일각리 일부/(남면)평리 일부, 운교리/화원리/성양리/통주동/일각리 일부/(수신면)신평리 일부/(서면)일운전리 일부, 산직리/노원리/용산리 일부/봉오리 일부                                                                                              | 성남면      | 신사리, 화성리, 용원리                                                                                 |
| 수신면(修身面) 운곡리/송정리/현암리 일부/(세성면)일대소리/이대소리/화전리 일부, 대해리/암정리/오동리/봉서리 일부, 송계리/사창리 일부, 백인동/전촌/회자동/한신리, 중발리/하발리/상지장리/하지장리/상발리 일부/사창리 일부, 풍정리/현암리 일부/신평리 일부, 장령리/남산리/상리 일부/사창리 일부, 복다회리    | 성남면      | 대화리                                                                                                 |
| 수신면(修身面) 운곡리/송정리/현암리 일부/(세성면)일대소리/이대소리/화전리 일부, 대해리/암정리/오동리/봉서리 일부, 송계리/사창리 일부, 백인동/전촌/회자동/한신리, 중발리/하발리/상지장리/하지장리/상발리 일부/사창리 일부, 풍정리/현암리 일부/신평리 일부, 장령리/남산리/상리 일부/사창리 일부, 복다회리    | 수신면      | 해정리, 속창리, 백자리, 발산리, 신풍리, 장산리, 복다회리                                               |
| 갈전면(葛田面) 상백전리/하백전리/용연리/가암리/서원리 일부, 일병천리/이병천리/일한천리/신촌/서원리 일부, 평기리/도원리/광기리/덕신리/가정리/반계리/오암리 일부, 명성리/복동/냉정동/복관동, 매당리/작성리/공심리/오암리 일부/봉암리 일부, 소근리/삼성리/석항리/봉암리 일부                                  | 갈전면      | 가전리, 병천리, 도원리, 관성리, 매성리, 봉항리                                                         |
| 이동면(二東面) 만화리/용두리/신촌/산서리/수입리, 일탑원리/이탑원리/이한천리/(수신면)상리 일부, 보평리/구도리/구암리, 송정리/한계리/연평리/산직리, 사방리/용촌/군여리/수암리/매작리/성리/철계리 일부, 화청리/중리/도명리/상덕대리/하덕대리                                                                  | 갈전면      | 용두리, 탑원리                                                                                         |
| 이동면(二東面) 만화리/용두리/신촌/산서리/수입리, 일탑원리/이탑원리/이한천리/(수신면)상리 일부, 보평리/구도리/구암리, 송정리/한계리/연평리/산직리, 사방리/용촌/군여리/수암리/매작리/성리/철계리 일부, 화청리/중리/도명리/상덕대리/하덕대리                                                                  | 동면        | 구도리, 송련리, 수남리, 화덕리                                                                         |
| 일동면(一東面) 광덕리/두촌/능암리 일부, 배성리/덕현리/신리, 구룡리/상덕리/황티동/삽교리/동촌/모산리, 하장리/상장리/신대리/산북리/송정리/(이동면)철계리 일부, 일운리/대동/소사봉리/초봉리/구계리, 토복리/하행리/상행리/서지동, 반계리/화산리/능암리 일부                                                    | 동면        | 광덕리, 덕성리, 동산리, 장송리, 죽계리, 행암리, 화계리                                                 |
| 북면(北面) 회촌/운암리/호덕리/비룡리, 내룡리/용항리/역촌 일부, 동지동/채동/은석리, 대산리/소평리/대야리/곡천리, 매당리/송정리/송현리/운계리/구항리, 와곡리/오동리, 상량리/만지리/동곡리/문현리, 내영덕리/외영덕리/구동/사창리, 상사리/사담리, 도룡리/군단리/심곡리/납안리 일부, 도촌/납안리 일부           | 북면        | 용암리, 연춘리, 은지리, 대평리, 매송리, 오곡리, 상동리, 양곡리, 전곡리, 영덕리, 사담리, 운용리, 납안리 |